# Klos (Mat)
Klos (albanisch auch Klosi) ist eine Gemeinde und ein Ort in Albanien. Klos liegt im Tal des Mat im gleichnamigen Gebiet, das früher den Kreis Mat bildete. Der Ort Klos befindet sich rund 20 Kilometer südlich des regionalen Zentrums Burrel. Die Gemeinde hat 12.172 Einwohner (2023).
Der Ort Klos liegt am südlichen Ende der Mat-Senke direkt am rechten Flussufer auf rund 250 Meter über Adria. Im Süden, wo der Mat tiefe Schluchten geform hat, und im Westen steigen die Berge schnell steil an. Weniger steil ist das zerfurchte Hügelland im Osten. Erst nach einigen Kilometern steigen sie im Mal i Allamanit steil zu 2100 Meter hohen Bergen, der Maja e Kreshtës (2100 m ü. A.) und dem Mali i Micekut (2101 m ü. A.) an. Im Süden und Osten erreichen die Berge nicht ganz so große Höhen.
Bei Klos münden mit dem Përroi i Darsit aus West und dem Përroi i Kukatinit aus Ost zwei größere Bäche in den Mat.
Obwohl Klos Zentrumsort für das südliche Mattal mit Schulen, Läden, Verwaltung und Gesundheitsversorgung ist, ist die Gegend noch immer stark von Landwirtschaft geprägt. Im Gebirgsstock des Mal i Allamanit östlich von Klos findet sich viel Chrom, das seit den späten 2000er Jahren wieder stark in kleinen, privaten Stollen abgebaut wird. Schon zur kommunistischen Zeit wurden dort einige Bergwerke errichtet. In Klos hätte ein Chromwerk errichtet werden sollen, das vor allem die in Bulqiza geförderten Erze hätte verarbeitet sollen, bis 2000 Tonnen pro Tag. Ein Fördertunnel hätte die Erze aus den Bergwerken im Süden angeliefert, über eine neue Eisenbahnlinie der Hekurudha Shqiptare hätten sie weitertransportiert werden sollen. In den späten 1980er Jahren wurde mit der Verlängerung der Eisenbahn von Rrëshen über Burrel bis zum Standort dieses Chromwerks südlich von Klos begonnen. Die Linie wurde nie fertiggestellt. Der Eisenbahndamm und diverse Brücken sind noch heute zwischen Burrel und Klos gut sichtbar nebst den diversen industriellen Bauten und Reste des Chromwerks am südlichen Dorfausgang von Klos und weiter im Tal.

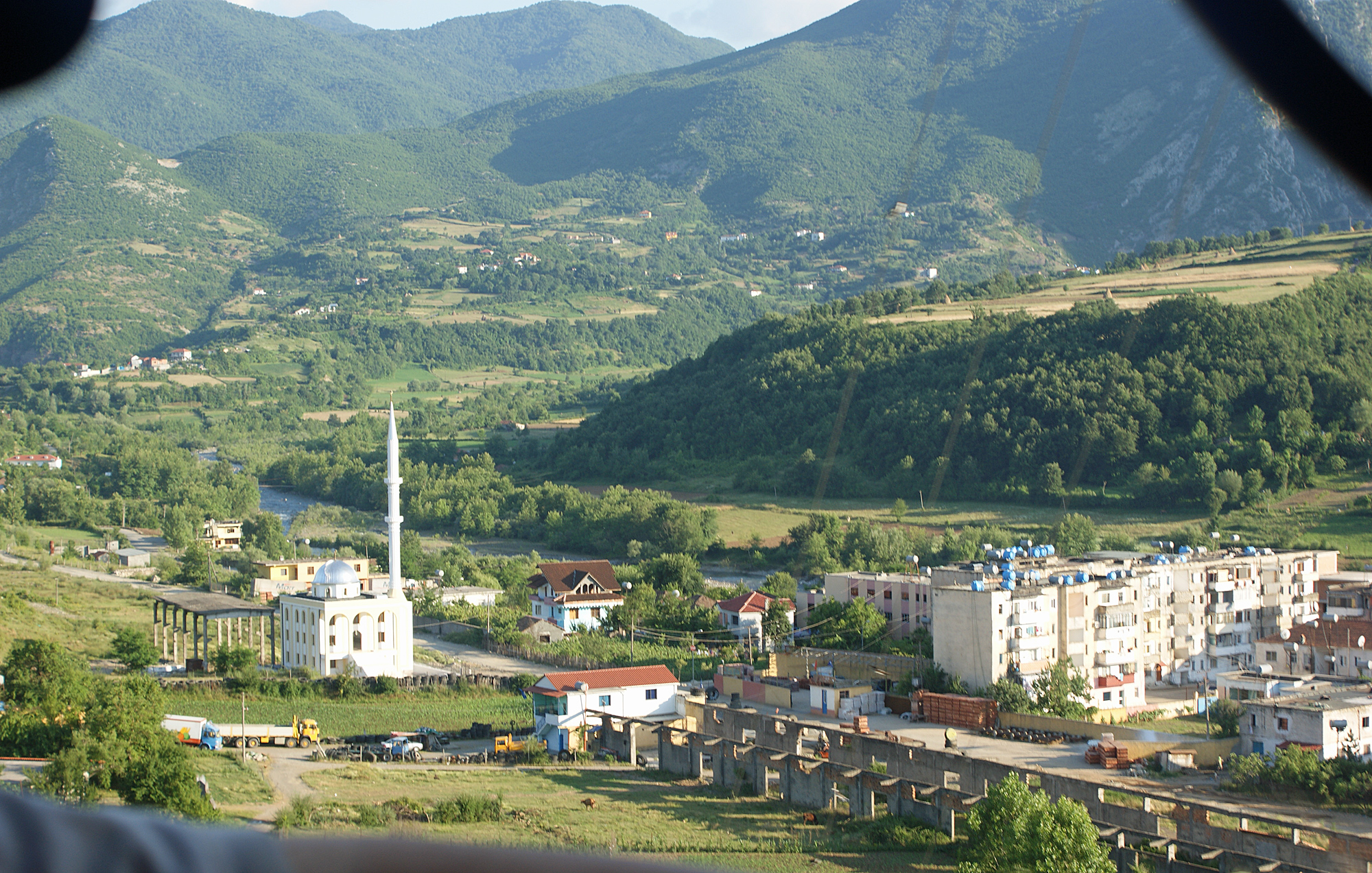
Südlicher Ortsausgang mit Industrieruinen aus kommunistischer Zeit und neuer Moschee

Klos liegt an der Straße SH 6, die Dibra mit den Zentren des Landes verbindet. Die Straße wurde zwar über weite Strecken erneuert, ist aber noch immer schmal und kurvenreich. Nach Norden folgt sie dem Tal des Mat bis zu dessen Eintritt in die Küstenebene bei Milot. Nach Osten verlässt sie bei Klos das Mattal und steigt in Richtung Bulqiza zum Pass Qafa e Buallit an, der rund 550 Meter höher liegt. Südlich von Klos verläuft die neue Rruga e Arbërit, deren Kernstück eine direkte Verbindung durch die Berge von Klos nach Tirana darstellt. Diese zweispurige Schnellstraße mit diversen Brücken und Tunnels wurde 2021 für den Verkehr freigegeben und verkürzt die Fahrzeit in die Hauptstadt deutlich. Der Scheiteltunnel und die Verbindung Klos–Bulqiza sind 2023 noch im Bau.
Der Ort Klos und die 13 umgebenden Dörfer, die eine Njësitë administrative (Verwaltungseinheiten) innerhalb der Bashkia Klos bilden, hatten 6344 Einwohner (Volkszählung 2023). 2011 wurden noch 7873 Einwohner verzeichnet.
Bis 2015 war Klos eine eigenständige Gemeinde (bashkia). Seit 2015 gehören auch die ehemaligen Nachbargemeinden Gurra (3369 Einwohner), Suç (2716 Einwohner) und Xibra (2660 Einwohner) zu Klos. Das Gemeindegebiet umfasst jetzt den ganzen südlichen Teil des ehemaligen Kreise Mat, mehrheitlich schwer zugängliches Berggebiet. Klos, Gurra, Suç und Xibra sind heute Njësitë administrative (Verwaltungseinheiten) der Bashkia Klos.
| Name         | Einwohner 2023 | Einwohner 2011 |
| ------------ | -------------- | -------------- |
| Gurra        | 2333           | 3369           |
| Klos         | 6344           | 7873           |
| Suç          | 1770           | 2716           |
| Xibra        | 1725           | 2660           |
| Bashkia Klos | 12.172         | 16.618         |

2011 lebten noch 16.618 Einwohner in der Region, die somit in zwölf Jahren 27 % der Bevölkerung verloren hat. Während allein das Gemeindezentrum einen Rückgang von nicht ganz 20 % hinnehmen musste, betrug der Rückgang in anderen Teilen der Gemeinde mehr als einen Drittel der Bevölkerung.
Nebst dem Hauptort Klos Qendër (Zentrum) gehören die folgenden Dörfer zur Njësia administrative Klos: Bejn, Klos Katund, Shëngjun, Plan i Bardhë, Fullqet, Dars, Fshat, Bel, Unjata, Plesha, Cerruja, Patin und Bershin. Karten verzeichnen meistens zwei Orte mit dem Namen Klos in unmittelbarer Nachbarschaft: Einerseits das alte Klos am Hügel, das Klos-Katund oder Klos-Fshat bezeichnet wird (beides bedeutet Klos-Dorf), andererseits das moderne Zentrum am Fluss. Klos-Katund ist noch heute bekannt für einige schöne alte Häuser, die zum Teil unter Denkmalschutz stehen und gleich an der Hauptstraße liegen. Das größte und schönste beinhaltet das Ortsmuseum Muzeu i Kulturës Popullore të krahinës se Matit.
Im Hauptort Klos waren rund ein Fünftel der Bewohner der alten Gemeinde zu Hause. Noch 1979 lebten hier nur 600 Einwohner, 1987 mit 800 wenig mehr. Am Ort des heutigen Städtchens befand sich noch bis zum Zweiten Weltkrieg nicht viel mehr als ein Marktplatz, der Pazari i urës (Basar der Brücke), Pazari i Matit (Mat-Basar) oder Klos i poshtëm (Unter-Klos) genannt wurde.

„In der Matja gibt es keine Stadt. Ein dringendes Bedürfnis nach einem Markte ist aber vorhanden. Er wird allwöchentlich mitten in der Landschaft an dem Punkte abgehalten, der von allen Seiten am besten zugänglich ist. Es ist die Matifurt bei Klos i poshtmë (Unter-Klos). Das Dorf liegt oben auf der Oberfläche der Beckenausfüllung. Von ihm steigt man etwa eine halbe Stunde hinab zum Flusse, und in dessen engem Tale, auf einem kleinen ebenen Fleck neben der Furt, unter großen alten Bäumen, liegt der Marktplatz. Kein Haus oder auch nur Bretterverschlag zeigt an, daß an diesem stillen Ort an Markttagen ein lebhaftes Treiben herrscht, wo Bauern und Bäuerinnen aus weiter Runde zum Verkauf ihrer Erzeugnisse, Eier und Käse, Knoblauch, Zwiebeln, Tomaten usw., zum Einkauf dessen, was sie nötig haben, zusammenkommen, wo das Blut vieler geschlachteter Schafe und Ziegen in den Sand rinnt.“

„Denn das Gelände gestattet nicht geschlossene Dorfsiedlungen. Auch die Märkte sind keine dauernd bewohnten Plätze, sondern Ansammlungen von einseitig offenen Steinhütten, die nur an den Markttagen benutzt werden. So sahen wir sie im Bazar i Urës bei der (gesprengten) Matbrücke der Gemeinde Klos und ebenso in Lisa am ‚Serbenweg‘“

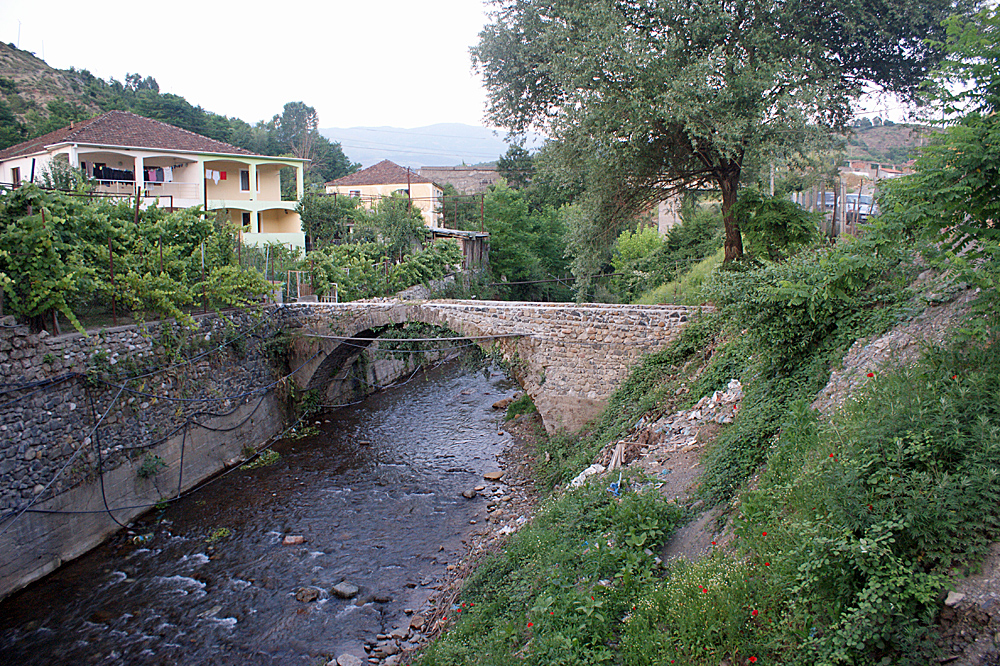
Alte Markt-Brücke im Ortszentrum über den Bach Përroi i Kukatinit

Der Marktplatz lag am Karawanenweg, der Tirana über die Berge mit dem Südteil des Tales und der Dibra weiter im Osten verband. Noch heute zeugen diverse alte Steinbrücken im Ort und im Umfeld von diesen wichtigen Transportrouten, die noch vor dem Zweiten Weltkrieg in Gebrauch waren. Erst 1971 entstand aus dem Stragj genannten Ortsteil eine städtische Siedlung. Auf frühere Besiedlungen deuten mehrere Hügelgräber aus illyrischer Zeit. Eine erstmalige Erwähnung des Orts als Kilos stammt aus dem 15. Jahrhundert.